# Przecław Lanckoroński
Przecław Lanckoroński herbu Zadora (przed 1489 – 10 czerwca 1531 w Krakowie) – rzekomy hetman Kozaków, starosta niegrodowy chmielnicki, sławny rycerz kresowy, kawaler maltański (w zakonie od pierwszej połowy XVI wieku).
Pochodził z rodziny magnackiej, był synem Stanisława i Anny z Kurozwęckich. W rycerskim rzemiośle kształcił się za granicą, zwiedził Francję, Włochy, Hiszpanię i Węgry. Podróżował do Ziemi Świętej, skąd przywiózł tytuł Kawalera Grobu Chrystusowego. Po powrocie do kraju był (najprawdopodobniej od 1501 roku) dworzaninem Aleksandra Jagiellończyka, a później jego brata Zygmunta I. Przecław był człowiekiem zamożnym, po ojcu dostał starostwo lanckorońskie, zaś w 1514 otrzymał od króla Serocko i Laskowice w powiecie lubelskim. Jednak w następnych latach utracił część swoich dóbr w Małopolsce w wyniku zatargów z sąsiadami. Wsławił się dowodząc rotą jazdy strzelczej podczas wojny z zakonem krzyżackim w 1520 roku, m.in. w starciach pod Międzyrzeczem, kiedy wspólnie z chorągwiami Andrzeja Tęczyńskiego i Jana Zaremby zmusił wojska kondotiera Wolfa von Schönberga do zmiany planów kampanii oraz pod Wałczem. W rezultacie tych działań armia najemników krzyżackich rozpadła się pod Gdańskiem, nie osiągając żadnego znaczącego sukcesu. Za swe zasługi otrzymał 23 października 1520 roku prawo do wykupu starostwa chmielnickiego. Jako starosta Przecław zajmował się organizacją obrony Podola przed najazdami tatarskimi. Nie ograniczał się jedyne do defensywy, organizując liczne "chadzki" na tatarskie ułusy, w których udział brali pierwsi Kozacy zaporoscy. Największą była zorganizowana w 1528 roku,wspólnie z Eustachym Daszkiewiczem, wyprawa na Oczaków. Udział w niej wzięło około 1200 ludzi którzy pokonali ordyńców w trzech bitwach i zagarnęli rozliczne łupy. W 1530 roku Lanckoroński odrestaurował miasto i zamek Chmielnik. Zmarł 10 czerwca 1531 roku w Krakowie nie zostawiając po sobie żony ani dzieci.